# Завојница
Електрична завојница (калем, свитак, шпула, бобина) електрични је проводник направљен од изоловане жице, смотане у спиралу или петљу, која је део струјног кола и многих електричних направа, која се стварајући магнетско поље, опире променама смера и јачине електричне струје, преко особине индуктивитета (индуктивности). Индуктивитет је појава да се завојница у већој или мањој мери опире промени електричне струје кроз себе. Ова особина, заједно са могућношћу образовања осцилаторних кола у спрези са кондензаторима, чини је честом компонентом у скоро свим електричним уређајима. Може да буде намотана на феромагнетском материјалу, трансформаторским лимовима, понекад и дијамагнетском материјалу, или да буде изведена као ваздушна завојница. Постоје фиксне и завојнице са промењивим индуктивитетом.
Завоји електричне завојнице могу бити кружни, правокутни, у облику осмице, елиптични, а уједно и једноструки, вишеструки или с повратним начином мотања. Конструкцијски се може разликовати по начину наматања и учвршћивања завоја, може бити с језгром или без ње, на телу за наматање или без њега. Индуктивни електрични отпор завојнице зависи од њене индуктивности и фреквенцији наизменичне струје, док су омски и капацитивни електрични отпори завојнице врло су мали, у идеалном случају једнаки нули.
Електрична завојница је електронски елемент који има одређен електрични индуктивитет L. Индуктивитет се изражава у хенријима (H), названим по америчком физичару Џозефу Хенрију, а најчешће се употребљава јединица милихенри (mH). Завојница се редовно састоји од жице која је намотана једноставно или унакрсно у једном или више слојева. Носач или тело завојнице израђује се од импрегнираног папира, дрвета, синтетичког или сличног материјала. Најчешће има облик шупљег ваљка. Електрични проводник од којега је направљена завојница најчешће је бакарни, изолиран лаком, ређе памуком или свилом. Код завојница, предвиђених за врло високе фреквенције употребљава се посребрена бакарна жица или цев. Само специјалне завојнице за ултракратке таласе су без тела. проводник тада мора бити механички довољно крут да задржи свој облик. За разлику од отпорника и кондензатора завојнице се веома тешко налазе као већ готов производ у трговинама, јер својства завојнице зависе од конкретне примени.

## Опис
Електрична струја која протиче кроз проводник генерише магнетно поље око њега. Свака промена струје и стога магнетног флукса кроз попречни пресек индуктора ствара супротну електромоторну силу у проводнику. Индуктивност (L) карактерише ово понашање индуктора и дефинише се у смислу те супротстављајуће електромоторне силе или његовог генерисаног магнетског флукса ({\displaystyle \Phi }) и кореспондирајуће електричне струје (i):
{\displaystyle L={d\Phi  \over di}\,}
Индуктивност кола зависи од геометрије струјног пута, као и од магнетске пермеабилности оближњих материјала. Индуктор је компонента која се састоји се од жице или другог проводника обликованог тако да се повећа магнетни флукс кроз коло, обично у облику калема или хеликса. Намотање жице у калем повећава број пута линије магнетног флука повезују коло, чиме се повећава јачина поље и самим тим индуктивност. Што је више намотаја, то је већа индуктивност. Индуктивност такође зависи од облика завојнице, размака међу намотајима и многих других фактора. Додавањем „магнетног језгра” направљеног од феромагнетног материјала као што је гвожђе унутар калема, магнетно поље из завојнице ће индуковати магнетизацију у материјалу, повећавајући магнетни флукс. Висока пермеабилност феромагнетног језгра може да повећа индуктивност калема за фактор од неколико хиљада у односу на вредност у одсуству језгра.

### Конститутивна једначина
Свака промена јачине струје кроз индуктор ствара промену флукса, индукујући напон дуж индуктора. По Фарадејевом закону електромагнетске индукције, напон индукован променом магнетног флукса кроз коло је
{\displaystyle v={d\Phi  \over dt}\,}
Из тога следи
{\displaystyle v={d \over dt}(Li)=L{di \over dt}\,} (2)
Индуктивност је такође мера количине електромоторне силе (напона) генерисаног за дату брзину промене струје. На пример, индуктор са индукцијом од 1 хенрија ствара ЕМС од 1 волта када се струја кроз индуктор мења брзином од 1 ампера у секунди. То се обично схвата као конститутивни однос (дефинишућа једначине) индуктора.
Пандан индуктора је кондензатор, који складишти енергију у електричном пољу, уместо у магнетском пољу. Његов однос струје и напона се добија заменом струје и напона у индукторским једначинама и заменом L параметра са капацитивношћу C.

### Ленцов закон
Поларност (смер) индукованог напона је дат Ленцовим законом, који је дефинисао Хајнрих Ленц 1834. године, и који наводи да ће смер бити такав да се супротстави промени струје. На пример, ако се струја кроз индуктор повећава, индуковани напон ће бити позитиван на терминалу кроз који струја улази и негативан на терминалу кроз који излази, тежећи да се супротстави додатној струји. Енергија из спољашњег кола која је неопходна за превазилажење овог потенцијалног „узвишења” чува се у магнетном пољу индуктора; за индуктор се каже да се „пуни” или „енергизује”. Ако се струја смањује, индуковани напон ће бити негативан на терминалу кроз који струја улази и позитиван на терминалу кроз који излази, тежећи да одржи струју. Енергија из магнетног поља враћа се у коло; за индуктор се каже да се „празни”.

### Идеални и реални индуктори
У теорији кола, индуктори су идеализовани и третирају се као да прецизно следе математички однос (2). „Идеални индуктор” има индуктивност, али нема отпорност или капацитивност, и не манифестује дисипацију, нити радијацију енергије. Међутим, стварни индуктори имају нежељене нуспојаве што узрокује одступање њиховог понашања од овог једноставног модела. Они имају отпор (због отпорности жице и губитака енергије у материјалу језгру) и паразитску капацитивност (улед електричног поља између намотаја жице који су у под незнатно различитим потенцијалима). На високим фреквенцијама, та капацитивност почиње да утиче на понашање индуктора; на некој фреквенцији, стварни индуктори се понашају као резонантна кола, постајући саморезонантни. Изнад резонантне фреквенције, капацитивна реактанса постаје доминантан део импедансе. На вишим фреквенцијама повећавају се губици услед отпора у намотајима због скин ефекта и ефеката близине.
Индуктори са феромагнетним језгрима имају додатне губитке енергије због хистерезиса и вртложних струја у језгру, које се повећавају са фреквенцијом. При високим струјама, индуктори са гвозденим језгрима такође показују постепено одступање од идеалног понашања због нелинеарности изазване магнетским засићењем језгра. Индуктор може да зрачи електромагнетну енергију у околни простор, и може да апсорбује електромагнетске емисије из других кола, што узрокује електромагнетне сметње (EMI). При применама индуктора у стварном свету, ови паразитски параметри могу да буду једнако важни као и индуктивност.

## Јачина магнетског поља електричне завојнице
Електрична завојница се влада као раван магнет када кроз њу протиче електрична струја. Међутим магнетичност завојнице постоји само док протиче струја. Та је магнетичност сразмерна с јачини електричне струје, па је то јача што је струја јача. Чим нестане струје, нестане и магнетичности. Поље у средини завојнице биће то јаче, што је и струја јача. Осим тога магнетно поље завојнице биће то више појачано, што завојница има више завоја. Из тога произлази да је за јачину поља завојнице важан умножак броја завоја и јачине струје. Будући да се струја мери амперима, умножак струје и броја завоја зове се амперзавој. На јачину магнетског поља делује и његова дужина. Важно је колики број завоја се долази на јединици дужине завојнице.
Као мерну јединицу за мерење јачине магнетског поља завојнице узима се јачина поља која влада у завојници с једним амперзавојем по метру његове дужине. Јачина магнетског поља мери се амперзавојима по метру или краће по метру (A/m). Већа мерна јединица је A/cm, па је 1 A/cm = 100 A/m. На основу изложенога за прорачунавање магнетског поља завојнице се користи овај израз:
{\displaystyle H={I\cdot n \over l}}
гдје је: H - јачина магнетног поља (A/m), I - јачина електричне струје (A), n - број завоја електричне завојнице,  - дужина завојнице (m).

## Употреба и врсте завојница
Завојница налази примену као део осцилаторних кола (филтер, селектор, осцилатор), као пригушница високих фреквенција, као један од неколико намотаја у трансформатору, као намотај у аутотрансформатору, као главни део електромагнета, намотај електричних мотора, соленоида, релеја, и многе друге примене.
У осцилаторним колима најчешће се употребљавају ваљчасте једнослојне завојнице. Својства завојница зависе од следећих параметрима: D - средњи пречник завојнице,  - дужина завојнице, d - дебљина жице, n - број намотаја жице, те a - размак између сваког намотаја. Сви ти споменути параметри утичу на величину индуктивитета L. Завојнице се могу поделити према намени на завојнице за нискофреквентна (NF) и високофреквентна (VF) струјна кола, а с обзиром на израду се деле на: завојнице с језгром и завојнице без језгра. Као језгро за НФ завојнице употребљавају се међусобно изоловани трансформаторски лимови. Док се за ВФ завојнице употребљавају посебна ВФ језгра. Постоје разне врсте материјала за израду таквих језгара. Добијају се синтетички, а носе називе сиферит, фероскуба, и тако даље. Завојнице се такође могу међусобно спајати, али при томе веза између њих мора бити остварена помоћу проводника, али помоћу њиховог индуктивитета. Крајњи индуктивитет споја зависан је од индуктивитета појединих завојница и од њихове међусобне вези. Тачан прорачун се може добити за сасвим једноставне случајеве, када завојнице не делују једна на другу, било да су довољно далеко или оклопљене металним оклопом.

### Електромагнет
Електромагнет је електрична завојница у којој се налази магнетно проводни материјал (језгро), што омогућава настајање снажнога магнетскога поља.

### Намотај
Намотај је електрична завојница у трансформаторима, те на статору или ротору електричних мотора и електричних генератора (примарни, секундарни, терцијарни, помоћни, компензацијски), где су бакарном, алуминијском или којом другом електрично проводном жицом омотани најчешће трансформаторски лимови како би се смањили губици магнетске хистерезе.

### Свитак
Свитак се понекад назива електрична завојница у мерним инструментима која служи за стварање једносмерних или наизменичних магнетских поља, те у лабораторијској примени за различите физичке експерименте.

### Пригушница
Пригушница је електрична завојница која зависно од индуктивности и намене садржи гвоздено језгру (за ниже фреквенције), феритно језгро, ваздух или неки немагнетни материјал (за више фреквенције). Пригушница пригушује наизменичну струју више фреквенције, а пропушта изменичну струју ниже фреквенције и истосмерну струју. Користи се као електронски филтар за раздвајање сигнала различитих фреквенција, као покретач у флуоресцентним и халогеним расветним телима, за пригушење уклопне струје или струје земљоспоја, за пријам или емитовање радио таласа и друго.

### Суперпроводна завојница
Суперпроводна завојница је електрична завојница која на температури нижој од своје суперпроводне критичне температуре омогућава одржавање струјног тока неограничено дуго и на тај начин омогућава чување електричне енергије уз мале губитке (до 5%). Највећа је препрека комерцијалној употреби те методе за чување енергије је висока цена суперпроводника и одржавање ниске температуре.

## Математички израз
Завојница се опире промени струје кроз њу пошто се у њој индукује електрични напон који је пропорционалан брзини промјене струје. Однос између тренутног напона v(t) на завојници са индуктивитетом L и временски промењиве струје i(t) која пролази кроз њу је дата са: {\displaystyle v(t)=L{\frac {di(t)}{dt}}}

### Кола са завојницом
Завојнице повезане паралелно имају слиједећу укупну индуктивност (Leq):
{\displaystyle {\frac {1}{L_{\mathrm {eq} }}}={\frac {1}{L_{1}}}+{\frac {1}{L_{2}}}+\cdots +{\frac {1}{L_{n}}}}
Индуктивност завојница повезаних серијски:
{\displaystyle L_{\mathrm {eq} }=L_{1}+L_{2}+\cdots +L_{n}\,\!}
Ове релације су тачне када нема међудјеловања магнетских поља појединих завојница.

### Спремљена енергија
Енергија (дата у Џулима) спремљена у магнетском пољу завојнице:
{\displaystyle E_{\mathrm {stored} }={1 \over 2}LI^{2}}
гдје је L индуктивитет и I је струја кроз завојницу.
Овај однос је валидан за линеарне (незасићене) регионе магнетског тока (флукса) кроз завојницу.
У општем случају сачувана енергија у  индуктору који има иницијалну струју у специфичном времену између {\displaystyle t_{0}} и {\displaystyle t_{1}} се може наћи интеграцијом:
{\displaystyle E=\int _{t_{0}}^{t_{1}}\!P(t)\,dt={\frac {1}{2}}LI(t_{1})^{2}-{\frac {1}{2}}LI(t_{0})^{2}}

## Qфактор
Идеални индуктор не би имао отпорност или губитак енергије. Међутим, реални индуктори имају отпор намотаја од металне жице која формира завојницу. Како се отпорност намотаја јавља као отпор у серији са индуктором, она се често назива серијским отпором. Индукторска серијска отпорност претвара електричну струју кроз намотаје у топлоту, и стога узрокује губитак индуктивног квалитета. Фактор квалитета (или Q) индуктора је однос његове индуктивне реактансе и његовог отпора на датој фреквенцији, и мера је његове ефикасности. Што је виши Q фактор индуктора, то је он ближи понашању идеалног индуктора који нема губитака. Индуктори са високом вредношћу Q се користе са кондензаторима за прављење резонантних кола у радио предајницима и пријемницима. Што је већи Q фактор, то је ужи опсег резонантног кола.
Q фактор једног индуктора се може одредити помоћу следеће формуле, где је L је индуктивност, R је индукторски еквивалент серијског отпора, ω је радијан радне фреквенције, и производ ωL је индуктивна реактанса:
{\displaystyle Q={\frac {\omega L}{R}}}
Карактеристично је да се Q линеарно повећава са фреквенцијом, ако су L и R константни. Мада су ови параметри константни при ниским фреквенцијама, они варирају са фреквенцијом. На пример, скин ефекат, ефекат близине, и губици језгра, повећавају R са фреквенцијом; капацитивност намотаја и варијације у пермеабилности са фреквенцијом утичу на L.
Квалитативно, при ниским фреквенцијама и унутар граница, повећање броја навоја N побољшава Q, пошто L варира као N2, док R варира линеарно са N. Слично томе, повећање радијуса r индуктора побољшава Q, пошто се L мења као  док се R линеарно мења са r. Стога индуктори високог квалитета са ваздушним језгром обично имају велике пречнике и много навоја. Оба ова примера подразумевају да пречник жице остаје исти, тако да оба примера користе пропорционално више жице (бакра). Ако је би тотална маса била константна, онда не би било никакве користи од повећања броја намотаја или пречника намотаја, јер би жица морала бити сразмерно тања.
Коришћењем високо пермеабилног феромагнетног језгра може се знатно повећати индуктанса за исту количину бакра, тако да језгро такође може да повиси Q вредност. Међутим, језгра исто тако уводе губитке који се повећавају са фреквенцијом. Материјал језгра се бира тако да се остварују најбољи резултати за дати опсег фреквенција. При  или вишим фреквенцијама углавном се користи ваздушно језгро.
Индуктори намотани око феромагнетног језгра се могу заситити при високим струјама, што доводи до драматичног снижења индуктансе (и Q вредности). Тај феномен се може избећи користећи (физички већи) индуктор са ваздушним језгром. Индуктор са адекватно дизајнираним ваздушним језгром може да има Q вредност од неколико стотина.